# Educated Horses
Educated Horses (с англ. — «Дрессированные лошади») — третий студийный альбом Роба Зомби, вышедший 28 марта 2006 года.

## Запись альбома
Educated Horses, возможно, самый экспериментальный альбом Роба Зомби из записанных им ранее. В записи восьми из одиннадцати композиций альбома принял участие новый гитарист группы — John 5, что в значительной степени повлияло на звучание пластинки.

## Оформление
В оформлении титульной стороны обложки использована монохромная фотография Роба Зомби, на которой он изображен с распущенными дредами, в отличие от обложек своих первых двух альбомов.

## Музыкальное видео
Роб Зомби снял видеоклипы на композиции «Foxy Foxy» и «American Witch». В клипе «Foxy Foxy» снялась жена Роба — Sheri Moon Zombie.
Художник и аниматор David Hartman создал два анимированных видеоклипа для песен «American Witch» и «The Lords of Salem».

## Список композиций
1. «Sawdust in the Blood» (Intro) — 1:24
2. «American Witch» — 3:47
3. «Foxy Foxy» — 3:29
4. «17 Year Locust» — 4:06
5. «The Scorpion Sleeps» — 3:38
6. «100 Ways» — 1:53
7. «Let It All Bleed Out» — 4:09
8. «Death of It All» — 4:22
9. «Ride» — 3:32
10. «The Devil’s Rejects» — 3:54
11. «The Lords of Salem» — 4:13

## Участники
- Rob Zombie:
  - Роб Зомби — вокал, автор текстов, продюсер, арт-директор, фотограф, дизайнер упаковки
  - John 5 — гитара, бас-гитара, бэк-вокал
  - Blasko — бас-гитара, бэк-вокал
  - Томми Кьюфтос — ударные, бэк-вокал
- Скотт Хамфри — продюсер, сведение, гитара, бас-гитара, бэк-вокал
- Джош Фриз — ударные
- Tommy Lee — ударные
- Audrey Wiechman — бэк-вокал
- Tom Baker — мастеринг
- Chris Baseford — звукорежиссёр
- Todd Harapiak — помощник звукорежиссёра
- Will Thompson — помощник звукорежиссёра
- Kristin Burns — фото
- Drew Fitgerald — арт-директор